# Psovod

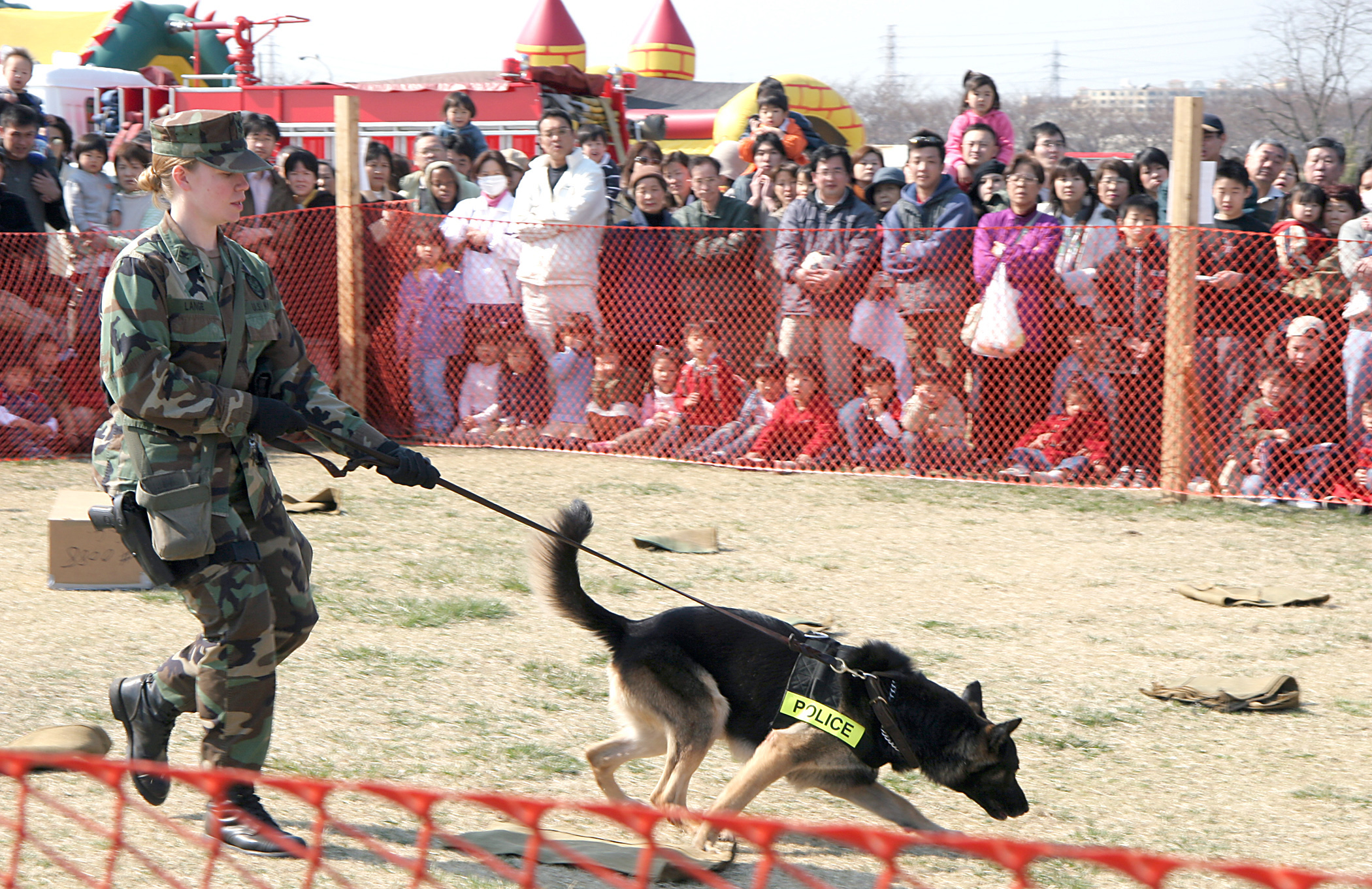
Americká vojenská psovodka

Psovod je kynologický pojem, který v širším smyslu označuje člověka, který vede psa. V užším smyslu je to člověk, který vede služebního psa, psa při výkonu či výcviku.
Tento termín se používá například při výcviku psa na označení člověka, který psa při výcviku přímo vede (uděluje povely). Ve sportovní kynologii se používá pro značení sportovce, který se účastní soutěže se svým psem. V policejní praxi je to policejní kynolog, který používá jako pracovní nástroj psa. Pojmem psovod se obvykle neoznačuje osoba, která vede psa například ve městě či na procházce, pokud se nejedná o služebního psa. 
Lovecká kynologie používá na označení psovoda vedoucího loveckého psa termín vůdce.